# Aleksandr Chinsztejn
Aleksandr Jewsiejewicz Chinsztejn (ros. Александр Евсеевич Хинштейн; ur. 26 października 1974 w Moskwie) – rosyjski polityk i dziennikarz. Pełniący obowiązki gubernatora obwodu kurskiego od 5 grudnia 2024 roku. Członek partii Jedna Rosja.

## Życiorys
Aleksandr Jewsiejewicz Chinsztejn urodził się 26 października 1974 roku w Moskwie.
Od 1991 roku pracował dla dziennika „Moskowskij Komsomolec”, a w 2001 roku ukończył dziennikarstwo na Uniwersytecie Moskiewskim.
Od 2003 roku członek partii Jedna Rosja. W latach 2003-2024 był deputowanym Dumy Państwowej Federacji Rosyjskiej. Jest jednym z twórców ustawy zakazującej „promowania propagandy LGBT”, nazywając ją elementem wojny hybrydowej.
5 grudnia 2024 roku, po ustąpieniu ze stanowiska Aleksieja Smirnowa, został mianowany przez Władimira Putina pełniącym obowiązki gubernatora obwodu kurskiego.

## Życie prywatne
Pochodzi z żydowskiej rodziny inżynierów. Jest żonaty. Ma dwóch synów.